# 吉川秀信
吉川 秀信（よしかわ ひでのぶ、1899年9月26日 - 1983年10月21日）は、日本の実業家。タカラスタンダードの創業者。奈良県出身。

## 経歴・人物
1921年に宝鋳造所を設立し、1951年に宝椅子販売を設立し、社長に就任し、1956年5月から1983年5月までにタカラスタンダード社長を務めた。
1965年に藍綬褒章を受章し、1975年11月に勲三等旭日中綬章を受章。
1983年10月21日老衰のために死去。84歳没。